# Arroyo Maldonado
Der Arroyo Maldonado ist ein auf dem Gebiet des Departamentos Maldonado im Süden Uruguays gelegener Fluss.
Der linksseitige Nebenfluss des Río de la Plata entspringt in der Sierra de los Caracoles. Von dort fließt er zunächst östlich an der Stadt San Carlos vorbei. Südlich dieser Stadt vereint er sich mit seinem wichtigsten Nebenfluss Arroyo San Carlos, der dort linksseitig zu ihm stößt.
Schließlich passiert er die westlich seines Verlaufs gelegenen Städte Maldonado und Punta del Este und mündet zwischen El Placer und La Barra in den Río de la Plata.